# Satz von Schwarz
Der Satz von Schwarz (nach Hermann Amandus Schwarz; wird auch Satz von Clairaut genannt; oder auch Young-Theorem) ist ein Satz der Mathematik in der Differentialrechnung mehrerer Variablen. Er besagt, dass bei mehrfach stetig differenzierbaren Funktionen mehrerer Variablen die Reihenfolge, in der die partiellen Differentiationen (Ableitungen) nach den einzelnen Variablen durchgeführt werden, nicht entscheidend für das Ergebnis ist.
Tatsächlich leitet er zusätzlich aus der Existenz der beispielsweise partiellen ersten Ableitungen und einer partiellen zweiten Ableitung die Existenz und den Wert einer weiteren partiellen zweiten Ableitung her.
Der Satz von Schwarz ist nicht zu verwechseln mit dem Schwarzschen Lemma.

## Aussage
Ist {\displaystyle U\subseteq \mathbb {R} ^{n}} eine offene Menge sowie {\displaystyle f\colon U\to \mathbb {R} } mindestens {\displaystyle k}-mal partiell differenzierbar und sind alle {\displaystyle k}-ten partiellen Ableitungen in {\displaystyle U} zumindest noch stetig, so ist {\displaystyle f} {\displaystyle k}-mal total differenzierbar und insbesondere ist die Reihenfolge der Differentiation in allen {\displaystyle l}-ten partiellen Ableitungen mit {\displaystyle l\leq k} unerheblich.
Insbesondere für {\displaystyle n=2} und {\displaystyle k\geq 2} gilt also
{\displaystyle {\frac {\partial }{\partial x}}\left({\frac {\partial }{\partial y}}f(x,y)\right)={\frac {\partial }{\partial y}}\left({\frac {\partial }{\partial x}}f(x,y)\right).}
Der Satz gilt schon unter leicht schwächeren Voraussetzungen; es genügt, dass die ersten partiellen Ableitungen im betrachteten Punkt total differenzierbar sind. Präziser gesagt, gilt auch die folgende, geometrische Formulierung des Satzes: Seien {\displaystyle E} und {\displaystyle F} Banachräume über dem Körper {\displaystyle \mathbb {K} \in \{\mathbb {R} ,\mathbb {C} \}}, sei {\displaystyle U} eine nichtleere, offene Teilmenge von {\displaystyle E}, sei {\displaystyle a\in U} und sei die Abbildung {\displaystyle f\colon U\to F} in {\displaystyle a} zweimal (total) differenzierbar, dann ist deren zweite Ableitung {\displaystyle f''(a)} (die per definitionem ein Element von {\displaystyle L(E;L(E;F))\cong L(E,E;F)}, also selbst eine stetige bilineare Funktion auf {\displaystyle E\times E} ist) symmetrisch; das heißt, für alle {\displaystyle h,k\in E} gilt
{\displaystyle (f''(a)\cdot h)\cdot k=(f''(a)\cdot k)\cdot h}.
Wenn {\displaystyle E} das kartesische Produkt von {\displaystyle n} Banachräumen {\displaystyle E_{i}} ist, also {\displaystyle E=E_{1}\times \cdots \times E_{n}} gilt, und die Norm von {\displaystyle E} mit der Produkttopologie verträglich ist, dann folgen aus der Existenz und Symmetrie von {\displaystyle f''(a)} für alle {\displaystyle i,j=1,\ldots ,n} sowohl die Existenz der zweiten partiellen Ableitungen {\displaystyle {\frac {\partial ^{2}f}{\partial x_{i}\partial x_{j}}}} mit {\displaystyle x_{i}\in E_{i}} und {\displaystyle x_{j}\in E_{j}} im Punkt {\displaystyle a\in U} (diese sind per definitionem Elemente von {\displaystyle L(E_{i};L(E_{j};F))\cong L(E_{i},E_{j};F)}) als auch deren Symmetrie unter Vertauschung der Variablen und Argumente. Das heißt, für alle {\displaystyle k_{i}\in E_{i}} und {\displaystyle h_{j}\in E_{j}} gilt
{\displaystyle \left({\frac {\partial ^{2}f}{\partial x_{i}\partial x_{j}}}(a)\cdot k_{i}\right)\cdot h_{j}=\left({\frac {\partial ^{2}f}{\partial x_{j}\partial x_{i}}}(a)\cdot h_{j}\right)\cdot k_{i}}.
Anmerkungen: Aus der Stetigkeit aller 2. partiellen Ableitungen folgt bekanntlich die Stetigkeit von {\displaystyle f''}. Diese ist aber nicht Voraussetzung für den Satz. Die klassische Formulierung entspricht dem Spezialfall {\displaystyle E=\mathbb {R} ^{n}} und {\displaystyle E_{i}=F=\mathbb {R} }; da auf {\displaystyle \mathbb {R} ^{n}} (und {\displaystyle \mathbb {C} ^{n}}) alle Normen äquivalent sind, sind diese automatisch verträglich mit der Produkttopologie, so dass diese Voraussetzung dann entfällt. Die geometrische Formulierung verallgemeinert die klassische auf nicht notwendig endlichdimensionale, reelle oder komplexe Banachräume {\displaystyle E_{i}} und {\displaystyle F}. Ohne ihre Argumente {\displaystyle k_{i}} und {\displaystyle h_{j}} wäre die angegebene Formel im Allgemeinen falsch, denn {\displaystyle {\frac {\partial ^{2}f}{\partial x_{i}\partial x_{j}}}(a)} und {\displaystyle {\frac {\partial ^{2}f}{\partial x_{j}\partial x_{i}}}(a)} wirken auf unterschiedlichen Räumen. So könnten die Banachräume {\displaystyle E_{i}} und {\displaystyle E_{j}} selbst dann, wenn sie endlichdimensional sind, von unterschiedlicher Dimension sein. Da die multilinearen Abbildungen auf Produkten von Banachräumen (mit der Operatornorm) selbst wieder Banachräume bilden, überträgt sich die (vollständige) Symmetrie (per vollständiger Induktion) auf alle höheren Ableitungen, so dass die beliebige Vertauschbarkeit der partiellen Ableitungen in diesem Sinne bis einschließlich zur Differenzierbarkeitsordnung (der Funktion an dieser Stelle) gilt. 

### Andere Schreibweisen
Mögliche Schreibweisen ohne Klammern sind
{\displaystyle {\frac {\partial ^{2}f}{\partial x\partial y}}(x,y)={\frac {\partial ^{2}f}{\partial y\partial x}}(x,y)} oder auch {\displaystyle f_{xy}=f_{yx}}.
Wenn man die partielle Differentiation selbst als Abbildung von {\displaystyle C^{2}(U,\mathbb {R} )} nach {\displaystyle C^{1}(U,\mathbb {R} )} und von {\displaystyle C^{1}(U,\mathbb {R} )} nach {\displaystyle C^{0}(U,\mathbb {R} )} auffasst, kann man noch kürzer schreiben:
{\displaystyle {\frac {\partial ^{2}}{\partial x\partial y}}={\frac {\partial ^{2}}{\partial y\partial x}}} oder auch {\displaystyle \partial _{1}\partial _{2}=\partial _{2}\partial _{1}}.

## Andere Formulierungen
Der Satz von Schwarz sagt auch aus, dass die Hesse-Matrix symmetrisch ist.
Fasst man {\displaystyle f\in C^{2}(U,\mathbb {R} )} als differenzierbare 0-Form auf und schreibt {\displaystyle d} für die äußere Ableitung, so hat der Satz von Schwarz die Form {\displaystyle d(df)=0} bzw. auch einfach nur {\displaystyle dd=0}.
Für {\displaystyle U\subseteq \mathbb {R} ^{3}} lässt sich das auch wie folgt formulieren: Die Rotation des Gradientenvektorfelds ist gleich null: {\displaystyle \operatorname {rot} (\operatorname {grad} f)=0}, oder mit Nabla-Symbol geschrieben: {\displaystyle {\vec {\nabla }}\times {\vec {\nabla }}f={\vec {0}}}. Das Gradientenvektorfeld ist also wirbelfrei.

## Beispiel
Gegeben sei die Funktion {\displaystyle f\colon \mathbb {R} ^{2}\to \mathbb {R} } durch {\displaystyle f(x,y)=e^{x^{2}}\sin {y}.} Es ergibt sich für die ersten partiellen Ableitungen
{\displaystyle f_{x}=2xe^{x^{2}}\sin {y}\qquad f_{y}=e^{x^{2}}\cos {y}}
und für die beiden zweiten partiellen Ableitungen {\displaystyle f_{yx}} und {\displaystyle f_{xy}}
{\displaystyle f_{yx}=2xe^{x^{2}}\cos {y}\qquad f_{xy}=2xe^{x^{2}}\cos {y}.}
Es ist zu erkennen, dass gilt {\displaystyle f_{xy}=f_{yx}.}

## Gegenbeispiel
Ohne die Stetigkeit der zweiten Ableitungen gilt der Satz im Allgemeinen tatsächlich nicht. Ein Gegenbeispiel, bei dem die Vertauschbarkeit nicht gilt, ist die Funktion {\displaystyle f\colon \mathbb {R} ^{2}\to \mathbb {R} } mit {\displaystyle f(0,0)=0} und
{\displaystyle f(x,y)={\frac {x^{3}y-xy^{3}}{x^{2}+y^{2}}}} für {\displaystyle (x,y)\neq (0,0)}.
Bei dieser Funktion existieren die zweiten partiellen Ableitungen auf ganz {\displaystyle \mathbb {R} ^{2}}, aber es gilt
{\displaystyle {\frac {\partial ^{2}}{\partial x\partial y}}f(0,0)=1} und {\displaystyle \displaystyle {\frac {\partial ^{2}}{\partial y\partial x}}f(0,0)=-1}.

## Bezug zu exakten Differentialgleichungen
Gegeben sei eine Differentialgleichung der Form
{\displaystyle a(x,y)+b(x,y)\cdot y'=0}.
Man nennt diese exakt, wenn es eine stetig partiell differenzierbare Funktion {\displaystyle \Phi \colon U\to \mathbb {R} } gibt, so dass für {\displaystyle (x,y)\in U\subseteq \mathbb {R} ^{2}} gilt:
{\displaystyle {\frac {\partial }{\partial y}}\Phi (x,y)=b(x,y)} und {\displaystyle {\frac {\partial }{\partial x}}\Phi (x,y)=a(x,y)}.
Sind {\displaystyle a} und {\displaystyle b} stetig partiell differenzierbare Funktionen auf {\displaystyle U}, so ist nach dem Satz von Schwarz eine notwendige Bedingung hierfür, dass
{\displaystyle {\frac {\partial }{\partial y}}a(x,y)={\frac {\partial }{\partial x}}b(x,y)\qquad (*)}
gilt.
Wenn die offene Menge {\displaystyle U\subset \mathbb {R} ^{2}} einfach zusammenhängend ist, dann folgt aus der Bedingung {\displaystyle (*)} auch die Existenz von {\displaystyle \Phi } (z. B. folgt dies für sternförmiges {\displaystyle U} aus dem Poincaré-Lemma).